# Maxwell Montes
Maxwell Montes es una montaña de la superficie de Venus. Se encuentra en las coordenadas 65° de latitud norte y 6° de longitud este del planeta, en la altiplanicie de Ishtar Terra.

## Características
Es el punto más alto de Venus, alcanzado casi los 11.000 m sobre el radio medio del planeta. Su base tiene un radio de 6.051 km.
La vertiente occidental es muy empinada, mientras que la pendiente oriental desciende suavemente hacia la región de Fortuna Tessera.
La conformación del territorio de esta zona sugiere que la tipología procede de fuertes compresiones geológicas.
La reflexión al radar de Maxwell Montes es muy alta, típica de las grandes alturas del planeta, siendo una hipótesis la presencia en sus cumbres de un mineral como la pirita. La mayor parte del monte refleja mucha luz, lo que es común en las cotas altas de Venus; la presión, la temperatura y la química de la atmósfera, junto con la altura, y el material responsable de esta alta reflexión luminosa es probablemente estable en una gama de circunstancias atmosféricas, y permanente en una gama particular de alturas.
Maxwell tiene un nombre masculino, en honor del científico James Clerk Maxwell. Maxwell Montes, Alfa Regio, y Beta Regio son las tres excepciones a la regla de que las características de la superficie de Venus deben ser nombrados con nombre femeninos: mujeres o diosas.